# شربت گلابی و سیگار
شربت گلابی و سیگار (به انگلیسی: Pear Cider and Cigarettes) یک انیمیشن کوتاه کانادایی است که در سال ۲۰۱۶ توسط روبرت والی و به تهیه‌کنندگی کارا اسپلر ساخته شده‌است. این فیلم در هشتاد و نهمین دوره جوایز اسکار کاندید دریافت جایزه در بخش بهترین پویانمایی کوتاه شده که موفق به دریافت جایزه نشد.

## داستان
داستان صادقانه و تکان دهنده رابطه آشفته رابرت با دوست کاریزماتیک خود تخریب‌گر دوران کودکی‌اش، که برای کمک از یک بیمارستان نظامی در چین و آوردن رابرت به خانه در ونکوور تلاش می‌کند.